# Нида (трактат)
«Нида», или «Нидда» (др.-евр. נדה‬, nidah — «нида», букв. «отделённая») — трактат в Мишне, Тосефте, Вавилонском и Иерусалимском Талмуде, в разделе «Техарот». Содержит законы, касающиеся статуса менструирующих женщин и рожениц.

## Предмет рассмотрения
Моисеев закон закрепляет за женщиной в период менструации статус ритуальной нечистоты:

Если женщина имеет истечение крови, текущей из тела её, то она должна сидеть семь дней во время очищения своего (בנדתה), и всякий, кто прикоснется к ней, нечист будет до вечера; и всё, на чём она ляжет в продолжение очищения своего, нечисто; и всё, на чём сядет, нечисто; и всякий, кто прикоснется к постели её, должен вымыть одежды свои и омыться водою и нечист будет до вечера; и всякий, кто прикоснется к какой-нибудь вещи, на которой она сидела, должен вымыть одежды свои и омыться водою, и нечист будет до вечера; и если кто прикоснётся к чему-нибудь на постели или на той вещи, на которой она сидела, нечист будет до вечера; если переспит с нею муж, то нечистота её (נדתה) будет на нем; он нечист будет семь дней, и всякая постель, на которой он ляжет, будет нечиста.
— Лев. 15:19—24
Как видно из цитаты, в синодальном переводе слово נדה, нида, определяющее статус менструирующей женщины, в зависимости от контекста, передаётся как «очищение» или «нечистота».
Аналогичный статус имеет роженица в течение семи дней после рождения мальчика и четырнадцати — после рождения девочки:

Если женщина зачнет и родит младенца мужеского пола, то она нечиста будет семь дней; как во дни страдания ее очищением, она будет нечиста; в восьмой же день обрежется у него крайняя плоть его; и тридцать три дня должна она сидеть, очищаясь от кровей своих; ни к чему священному не должна прикасаться и к святилищу не должна приходить, пока не исполнятся дни очищения ее.
Если же она родит младенца женского пола, то во время очищения своего она будет нечиста две недели, и шестьдесят шесть дней должна сидеть, очищаясь от кровей своих.
По окончании дней очищения своего за сына или за дочь она должна принести однолетнего агнца во всесожжение и молодого голубя или горлицу в жертву за грех, ко входу скинии собрания к священнику; он принесет это пред Господа и очистит ее, и она будет чиста от течения кровей ее.
— Лев. 12:2—7
И такой же статус — у женщины, страдающей патологическим кровотечением из половых органов (Лев. 15:30). Половые отношения с женщиной в состоянии «нида» запрещены:

Если кто ляжет с женою во время болезни [кровоочищения] и откроет наготу ее, то он обнажил истечения ее, и она открыла течение кровей своих: оба они да будут истреблены из народа своего.
— Лев. 12:2—7
На основании этого стиха галаха признаёт, что законы, связанные с женщиной в статусе «нида», продолжают оставаться актуальными, в отличие от других законов о ритуальной чистоте. Поэтому трактат «Нида» — единственный в этом разделе Талмуда, имеющий гемару (из Иерусалимской гемары, однако, сохранились лишь три главы, хотя тосафисты и имели его в полном виде), причём этот трактат считается в Талмуде одним из труднейших. Разбираемые в трактате вопросы — об определении момента начала менструации, о статусе женщины, имевшей выкидыш, о симптомах менструации и т. д. — имеют значение в практике иудаизма и в настоящее время.

## Содержание
Трактат «Нида» в Мишне состоит из 10 глав и 79 параграфов.
- Глава первая устанавливает правило, согласно которому обнаружившая у себя кровотечение женщина, считается нечистой задним числом от момента последней проверки, но не более чем на сутки назад. Это одно из немногочисленных правил, в которых галаха отвергает мнение обеих древних фарисейских школ — Шаммая и Гиллеля. Обсуждаются исключения из этого правила, также рассматривается порядок самопроверки женщины на наличие кровотечения.
- Глава вторая разбирает, в каком случае выделения из половых органов признаются чистыми или нечистыми, а также вопрос чистоты при соитии.
- Глава третья рассматривает статус роженицы и женщины, имевшей выкидыш: в каком случае она становится нечистой и как быть, если пол плода не определён.
- Глава четвёртая исследует сомнительные случаи нечистоты ниды: как относиться к женщинам, не соблюдающим раввинские постановления (у самарян, саддукеев и т. п.) и в каких случаях выделения крови у беременной признаются за норму, либо за патологию.
- Глава пятая разбирает статус малолетних: обсуждается статус ребёнка, извлечённого кесаревым сечением, признаки наступления половой зрелости и т. д.
- Глава шестая начинается с положения о том, что если у женщины развилась грудь, то появились и лобковые волосы, а обратное утверждение не обязательно является верным. Вслед за этим, по характерной для Талмуда ассоциации идей, приводятся другие случаи, когда обратные верным утверждения могут быть неверными. В конце главы приводится рассуждение о том, к какой категории относить кровь, замеченную женщиной в сумерки по окончании менструационного или послеродового периода, на что Иехошуа бен Ханания замечает, что чем заботиться о безумных, лучше заботиться о вменяемых (то есть нечего обсуждать трудные и редко встречающиеся вопросы).
- Глава седьмая рассматривает вопрос об осквернительной способности кровяного пятна (כתם).
- Глава восьмая разбирает вопрос о вариантах происхождения кровяных пятен.
- Глава девятая разбирает вопрос, в каких вообще случаях у женщин может появляться кровь и кровяные пятна и как это влияет на ритуальную чистоту.
- Глава десятая трактует о сроках, в течение которых кровотечения не считаются патологией и о случаях кровотечения после этого срока.

## Интересные факты
- В Тосефте 2:2-2:5 обсуждается грудное вскармливание. Расходятся мнения о допустимом его сроке: школа Гиллеля устанавливает его в 18 месяцев, а Иехошуа бен Ханания считает, что кормить можно даже до пяти лет.
- В Тосефте 2:6 обсуждается, кто из женщин имеет право предохраняться от беременности (в общем случае иудаизм этого не допускает). Разрешение даётся для малолетней (в возрасте 11 лет), беременной (предполагается возможность вторичного зачатия) и кормящей.
- 4-я глава Тосефты представляет интерес в культурно-историческом отношении, так как отражает сведения о состоянии гинекологии и эмбриологии в древности.[1]
- В Мишне 5:7 и 9:11 девушки сравниваются, соответственно, с плодами инжира и виноградными ягодами.